# 羅伯特·亞歷山德里亞·阿巴揚
羅伯特·亞歷山德里亞·阿巴揚（1996年11月16日—2016年4月2日）是納戈爾諾-卡拉巴赫國防軍的一位亞美尼亞裔軍人，軍階為下士。阿巴揚是最年輕的纳戈尔诺-卡拉巴赫共和国最高榮譽——「阿爾察赫英雄」獲得者。
阿巴揚於2016年亞美尼亞–亞塞拜然衝突中與亞塞拜然軍戰鬥，4月1日至2日間的夜裡，阿巴揚隻身與大量的阿軍遭遇，隨後詐降，在阿軍接近時引爆手榴彈，與敵軍同歸於盡。
由於上述的行為，阿巴揚於2016年5月8日被追授金鷹勳章和「阿爾察赫英雄」榮譽頭銜。

## 生平

### 早年
阿巴揚於1996年11月16日出生在亞美尼亞的葉里溫。於2003年就讀葉里溫卡纳克爾-塞頓區第147號基礎學校，後於2012年畢業，轉進葉里溫國立醫學大學，於2014年以牙體技術師專業畢業。

### 軍事生涯
2014年，阿巴揚服兵役，由於表現優異而晉升為下士。
2016年4月1日至2日間的晚上，在纳戈尔诺-卡拉巴赫共和国國境線一帶，亞塞拜然軍對亞美尼亞方面發動了大規模攻擊。在一陣砲擊後，亞塞拜然軍派出了步兵集團進攻，阿美納克·烏爾法揚（Armenak Urfanyan）上尉指揮了少量的亞美尼亞邊防軍進行強烈抵抗。經過兩次進攻失敗和損失一輛戰車後，亞塞拜然軍退至原先的邊境重新發動砲擊，烏爾法揚和亞美尼亞籍雅茲迪裔機槍手卡拉瑪·斯洛揚很快便陣亡。
指揮官死後，阿巴揚當時腿上也負傷，但也繼續抵抗。在亞塞拜然軍再度入侵後，阿巴揚帶著他受傷的戰友——機槍手安德拉尼克·索哈巴揚（Andranik Zohrabyan）躲進距離30公尺的戰壕中。在戰壕中，阿巴揚與營長聯絡，並提供戰況資訊，也知會了正向該地支援的各指揮官可能存在的威脅，索哈巴揚隨後失血過多而死。根據亞美尼亞媒體的報導，阿巴揚繼續隻身與大量敵人纏鬥，在察覺到亞塞拜然軍接近後，阿巴揚舉起雙手吸引其注意，假裝要投降，一邊手握手榴彈，據稱阿巴揚在引爆後殺害了10名以上的亞塞拜然士兵。
4月8日，雙方簽訂了共同協議停火，阿巴揚與索哈巴揚的屍體則被找回。

#### 葬禮
4月11日，羅伯特·阿巴揚葬於葉拉柏爾軍人公墓。儀式由葉里溫的聖約翰施洗者教堂主持。

#### 「阿爾察赫英雄」
阿巴揚被追授共和國最高榮譽頭銜「阿爾察赫英雄」與「金鷹勳章」，獲獎理由為「於4月2日至5日期間，在保衛納戈爾諾-卡拉巴赫國家邊界的大規模軍事行動中展現出極端的勇敢和勇氣」，他是第24位「阿爾察赫英雄」頭銜獲得者，也是最年輕（19歲）的獲得者。

## 資料來源
1. 1 2 3 4 5 6 7   ["Kjazh" from Monument, Robert Abajyan - Hero of Artsakh]. Mediamax. 2016-05-10  [2016-05-13]. （原始内容存档于2019-11-08） （亚美尼亚语）.
2. 1 2 3   ["He was always number one in the class, just like in life". Memories of Robert Abajyan from school]. Hetq.am. 2016-05-12  [2016-05-13]. （原始内容存档于2016-05-13） （亚美尼亚语）.
3. 1 2  . artsakhpress.am. 2016-05-08  [2016-05-13]. （原始内容存档于2019-01-13）.
4. 1 2 3 4   [Robert Abajyan was posthumously awarded with "Hero of Artsakh"].   [2016-05-13]. （原始内容存档于2020-09-29） （亚美尼亚语）.
5. ↑  Project: Support our Heroes （页面存档备份，存于）, Paros
6. 1 2  . Hetq.am. 2016-05-12  [2016-05-15]. （原始内容存档于2016-05-11） （俄语）.
7. ↑  . iravaban.net. 2016-04-24  [2016-05-13]. （原始内容存档于2020-07-04）.
8. ↑   [Robert Abajyan, 20, was posthumously awarded with the "Hero of Artsakh" title: Defenders of the motherland were awarded medals in NKR]. Hetq.am.   [2016-05-13]. （原始内容存档于2016-05-10） （亚美尼亚语）.
9. ↑  Martirosyan, Marine; Pogosian, Hakob. . Hetq.am. 2016-05-14  [2016-05-16]. （原始内容存档于2018-09-15） （亚美尼亚语）.
10. 1 2 3 4  Harutyunyan, Mher. . HayZinvor. 2016-04-11  [2016-05-13]. （原始内容存档于2020-01-11）.
11. ↑  . armenpress.am. 2016-04-14  [2016-05-13]. （原始内容存档于2020-07-04）.
12. ↑  .   [2016-05-13]. （原始内容存档于2018-11-27）.
13. ↑  . Yerevan: Armenpress. 2016-04-09  [2016-05-14]. （原始内容存档于2021-04-27）.
14. ↑  .   [2016-05-13]. （原始内容存档于2016-05-20） （俄语）.
15. ↑  .   [2016-06-01]. （原始内容存档于2018-09-15）.